# Dzsenifer Marozsán
Pour les personnes ayant le même patronyme, voir Marozsán.
Dzsenifer Marozsán est une footballeuse internationale allemande née le 18 avril 1992 à Budapest en Hongrie. Elle évolue au poste de milieu de terrain au sein du club saoudien d'Al-Qadsiah. Elle est notamment championne olympique avec l'Allemagne en 2016.

## Biographie

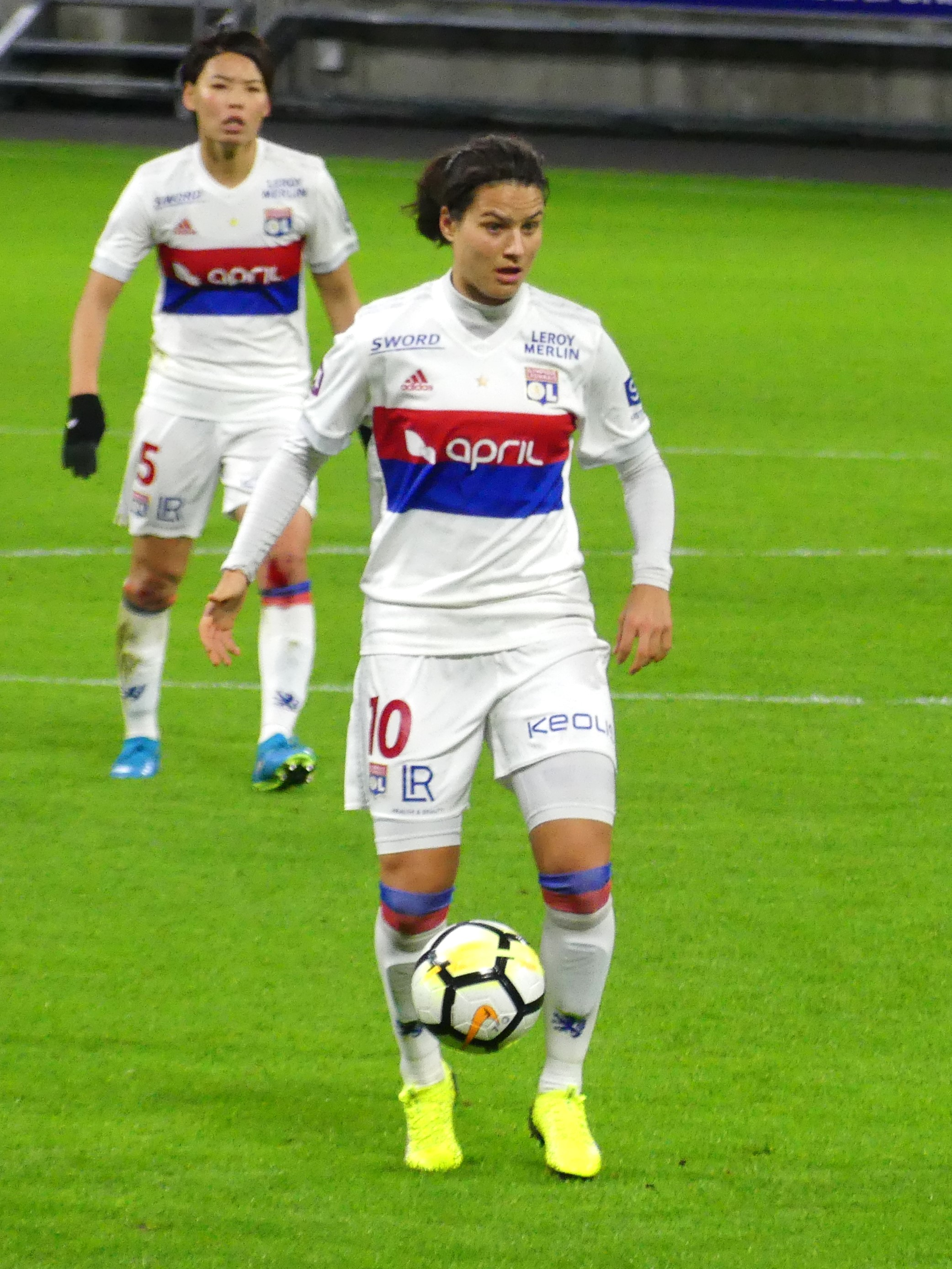
Face au PSG en décembre 2017.

Elle est la fille de János Marozsán (en), footballeur hongrois.

### Carrière en sélection
En 2013, elle remporte l'Euro contre la Norvège.
En 2016, elle remporte également les Jeux olympiques et marque en finale contre la Suède.
Le 12 avril 2022, lors d'un match avec l'équipe d'Allemagne, elle subit une rupture du ligament croisé antérieur du genou droit nécessitant une intervention chirurgicale et une absence de compétition estimée à six mois.
En 2023, elle annonce mettre fin à sa carrière internationale.

### Carrière en club
L'Allemande gagne la Ligue des Champions en 2015 avec Francfort en battant le Paris Saint-Germain.
Le 3 mai 2016, l'Olympique lyonnais annonce la signature de la joueuse pour deux ans.
Le palmarès de Dzsenifer Marozsan surnommée "Maro" par ses coéquipières ne cesse de s'étoffer avec un triplé inédit avec Lyon : championnat, coupe et Ligue des Championnes. Elle est la meilleure passeuse du championnat et à égalité avec Camille Abily en Ligue des Champions.
En 2017, elle prolonge son contrat avec l'OL jusqu'en 2020.
Le 8 octobre 2018, la joueuse est nommée parmi les quinze prétendantes au premier Ballon d'or féminin. Elle se classe finalement 3e.
Le 18 mai 2019, elle se montre décisive en inscrivant le premier but lors de la finale de la Ligue des champions contre le FC Barcelone.
En 2019, elle obtient le trophée UNFP de meilleure joueuse du championnat de France pour la troisième année consécutive.
En 2020, elle étend son contrat avec OL jusqu'en 2023,.
Elle est prêtée du 5 juin au 31 décembre 2021 à l'OL Reign pour aller disputer le championnat américain.
En 2023, la meneuse de jeu allemande Dzsenifer Marozsán prolonge son contrat avec l'OL jusqu'en 2025.
En 2024, elle est nommée ambassadrice du football allemand 2023.

## Statistiques

### En club
| Saison                | Club                  | Championnat           | Championnat | Championnat | Coupe(s) nationale(s) | Coupe(s) nationale(s) | Supercoupe | Supercoupe | Compétition(s) continentale(s) | Compétition(s) continentale(s) | Compétition(s) continentale(s) | Total | Total |
| Saison                | Club                  | Division              | M.          | B.          | M.                    | B.                    | M.         | B.         | Comp.                          | M.                             | B.                             | M.    | B.    |
| 2007-2008             | 1. FC Sarrebruck      | Frauen Bundesliga     | 19          | 3           | 4                     | 2                     | -          | -          | -                              | -                              | -                              | 23    | 5     |
| 2008-2009             | 1. FC Sarrebruck      | 2.Frauen Bundesliga   | 19          | 10          | 1                     | 1                     | -          | -          | -                              | -                              | -                              | 20    | 11    |
| Sous-total            | Sous-total            | Sous-total            | 38          | 13          | 5                     | 3                     | -          | -          | -                              | -                              | -                              | 43    | 16    |
| 2009-2010             | FFC Francfort         | Frauen Bundesliga     | 19          | 4           | 2                     | 1                     | -          | -          | -                              | -                              | -                              | 21    | 5     |
| 2010-2011             | FFC Francfort         | Frauen Bundesliga     | 22          | 8           | 5                     | 2                     | -          | -          | -                              | -                              | -                              | 27    | 10    |
| 2011-2012             | FFC Francfort         | Frauen Bundesliga     | 16          | 5           | 4                     | 0                     | -          | -          | WCL                            | 7                              | 1                              | 27    | 6     |
| 2012-2013             | FFC Francfort         | Frauen Bundesliga     | 18          | 2           | 1                     | 0                     | -          | -          | -                              | -                              | -                              | 19    | 2     |
| 2013-2014             | FFC Francfort         | Frauen Bundesliga     | 22          | 5           | 5                     | 2                     | -          | -          | -                              | -                              | -                              | 27    | 7     |
| 2014-2015             | FFC Francfort         | Frauen Bundesliga     | 22          | 8           | 4                     | 4                     | -          | -          | WCL                            | 9                              | 6                              | 35    | 18    |
| 2015-2016             | FFC Francfort         | Frauen Bundesliga     | 14          | 9           | 1                     | 0                     | -          | -          | WCL                            | 5                              | 1                              | 20    | 10    |
| Sous-total            | Sous-total            | Sous-total            | 133         | 41          | 22                    | 9                     | -          | -          | -                              | 21                             | 8                              | 176   | 58    |
| 2016-2017             | Olympique lyonnais    | Division 1            | 18          | 4           | 5                     | 0                     | -          | -          | WCL                            | 9                              | 3                              | 32    | 7     |
| 2017-2018             | Olympique lyonnais    | Division 1            | 18          | 8           | 5                     | 3                     | -          | -          | WCL                            | 8                              | 1                              | 31    | 12    |
| 2018-2019             | Olympique lyonnais    | Division 1            | 15          | 10          | 5                     | 2                     | -          | -          | WCL                            | 7                              | 2                              | 27    | 14    |
| 2019-2020             | Olympique lyonnais    | Division 1            | 16          | 10          | 5                     | 2                     | 1          | 0          | WCL                            | 6                              | 1                              | 28    | 13    |
| 2020-2021             | Olympique lyonnais    | Division 1            | 22          | 4           | 1                     | 3                     | -          | -          | WCL                            | 6                              | 1                              | 29    | 8     |
| 2021-2022             | Olympique lyonnais    | Division 1            | 3           | 0           | 2                     | 1                     | -          | -          | WCL                            | 1                              | 0                              | 6     | 1     |
| 2022-2023             | Olympique lyonnais    | Division 1            | 14          | 5           | 5                     | 3                     | -          | -          | WCL                            | 5                              | 0                              | 24    | 8     |
| 2023-2024             | Olympique lyonnais    | Division 1            | 15+2        | 1           | 2                     | 1                     | 1          | 0          | WCL                            | 6                              | 1                              | 26    | 3     |
| 2024-2025             | Olympique lyonnais    | Première Ligue        | 3           | 0           | 2                     | 1                     | -          | -          | WCL                            | 1                              | 0                              | 6     | 1     |
| Sous-total            | Sous-total            | Sous-total            | 124+2       | 42          | 32                    | 16                    | 2          | 0          | -                              | 49                             | 9                              | 209   | 67    |
| 2021                  | OL Reign (prêt)       | NWSL                  | 20          | 0           | -                     | -                     | -          | -          | -                              | -                              | -                              | 20    | 0     |
| Sous-total            | Sous-total            | Sous-total            | 20          | 0           | -                     | -                     | -          | -          | -                              | -                              | -                              | 20    | 0     |
| Total sur la carrière | Total sur la carrière | Total sur la carrière | 315+2       | 96          | 59                    | 28                    | 2          | 0          | -                              | 70                             | 17                             | 448   | 141   |

## Palmarès

### En club
| 1. FFC Francfort : - Coupe d'Allemagne (2) : - Vainqueur en 2011 et 2014 - Finaliste en 2012 - Ligue des champions (1) : - Vainqueur en 2015 - Finaliste en 2012 | Olympique lyonnais : - Championnat de France (8) : - Vainqueur en 2017, 2018, 2019, 2020, 2022, 2023, 2024 et 2025 - Coupe de France (4) : - Vainqueur en 2017, 2019, 2020 et 2023 - Finaliste en 2018 - Trophée des championnes (3) : - Vainqueur en 2019, 2022 et 2023 - Ligue des champions (5) : - Vainqueur en 2017, 2018, 2019, 2020 et 2022 |

### En sélection

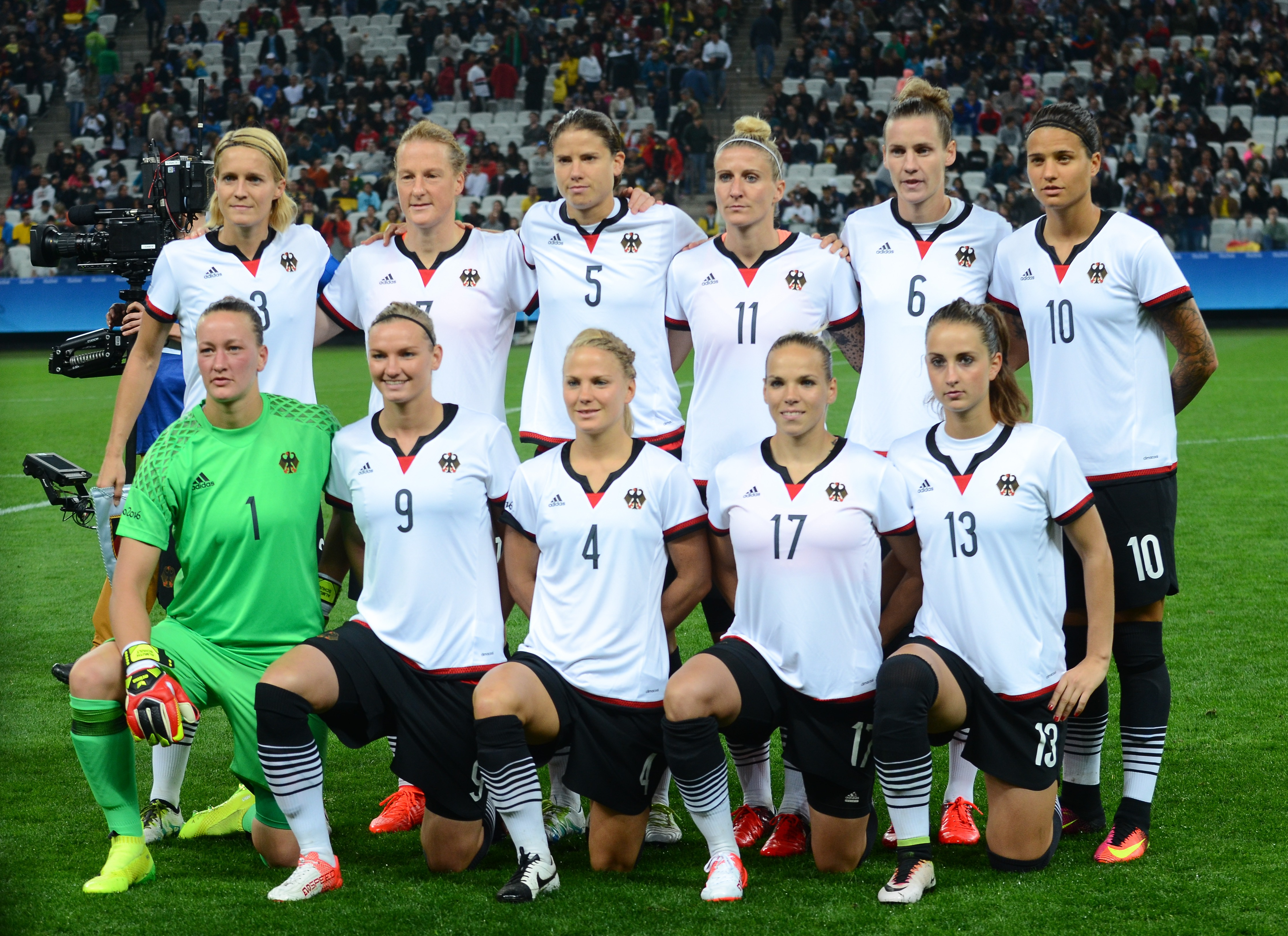
Avec l'équipe d'Allemagne lors des Jeux olympiques 2016, maillot n°10, debout à droite

Allemagne U17 :
- Championnat d'Europe U17 (1) :
  - Vainqueur en 2008

 Allemagne :
- Championnat d'Europe (1) :
  - Vainqueur en 2013
- Jeux olympiques d'été (1) :
  - Vainqueur en 2016

### Distinctions personnelles
- En 2015
  - 3e au Prix UEFA de la Meilleure joueuse d'Europe
- En 2016
  - 3e au Prix UEFA de la Meilleure joueuse d'Europe
- Nommée dans l'équipe type de la FIFA FIFPro Women's World11
- En 2017
  - Trophée UNFP de la meilleure joueuse de D1
  - 3e au Prix UEFA de la Meilleure joueuse d'Europe
- Nommée dans l'équipe type de la FIFA FIFPro Women's World11
- En 2018
  - Trophée UNFP de la meilleure joueuse de D1[18].
- En 2019
  - Trophée UNFP de la meilleure joueuse de D1[11]
- En 2020
  - Prix UEFA de la milieue de l'année[19]
  - Médaille Fédération française de football des légendaires en 2020[20]
  - Prix IFFHS de la meilleure meneuse de jeu du monde[21]
- En 2021 
  - Trophées UNFP Membre de l'équipe type de la D1 Arkema[22]
  - Titre de la meilleure passeuse de la saison D1 Arkema[23]